# Niederwipper
Niederwipper ist eine Ortschaft in Wipperfürth im Oberbergischen Kreis im Regierungsbezirk Köln in Nordrhein-Westfalen (Deutschland).

## Lage und Beschreibung
Niederwipper liegt im Osten von Wipperfürth an der Bundesstraße 237 im Tal des Flusses Wupper unmittelbar neben dem benachbarten Wohnplatz Neuenherweg, mit dem es heute zu einem Ortsteil zusammengewachsen ist. Auch die dem Ort zugeschriebene Herz-Jesu Kapelle befindet sich streng genommen im Wohnplatz Neuenherweg.
Weitere Nachbarorte sind Egerpohl, Lendringhausen, Leuchtenbirken und Dievesherweg. Die Kamper Delle und der Neuenherweger Bach mit seinem Nebengewässer Niederwippersiefen münden im Bereich der Ortschaft in die Wupper.
Politisch wird der Ort durch den Direktkandidaten des Wahlbezirks 12.2 (122) Niederwipper im Rat der Stadt Wipperfürth vertreten.

## Geschichte
In der historischen topografischen Karte Topographia Ducatus Montani aus dem Jahre 1715 werden unter der Ortsbezeichnung n. Wipper vier Höfe verzeichnet. Die Karte Topographische Aufnahme der Rheinlande von 1825 zeigt acht unterschiedliche Gebäudegrundrisse in drei voneinander getrennt liegenden Abgrenzungen. Das östlich gelegene Neuenherweg wurde in der gleichen Karte mit Herweg benannt.
Die Preußische Neuaufnahme von 1894 bis 1896 zeigt Ndr-Wipper und Neuenherweg und ein Mühlensymbol. Nordwestlich davon zeigt diese Karte zwei mit Schule bezeichnete Gebäudegrundrisse. Die topografischen Karten bis 1979 zeigen noch Niederwipper, Neuenherweg und das Mühlensymbol, die jüngeren Karten dann für den gesamten Ortsbereich den Ortsnamen Niederwipper. Bei der nach 1979 in den Karten nicht mehr verzeichneten Mühle in Niederwipper könnte es sich um eine Getreide- oder auch Pulvermühle gehandelt haben.

### Vereinswesen
- DJK Niederwipper (Fußballverein)
- Kath. Kirchenchor St. Cäcilia Niederwipper

## Busverbindungen
Über die im Ort gelegenen Bushaltestellen „Niederwipper“ und „Neuenherweg“ der Linie 336 (VRS/OVAG) ist eine Anbindung an den öffentlichen Personennahverkehr gegeben.

## Wanderwege
Die vom SGV mit den Wanderzeichen Halbes Mühlrad: Straße der Arbeit, ◊6 „Bezirkswanderweg 6“ und Dreieck: „Zugangsweg vom Wipperfürther Zentrum nach Ohl“ bezeichneten Wanderwege führen in 150 m Entfernung im Süden an Niederwipper vorbei. Über den Wuppersteg ist Niederwipper mit ihnen und dem Radweg (Wipperfürth-Ohl-Marienheide) verbunden. Um das Wandergebiet auf den nördlichen Höhen mit seinen Talsperren zu erreichen, geht man die Straße nach Divesherweg hinauf. Von dort führen Wanderwege zur Kerspe-, Silber-, Neye und Bever-Talsperre.

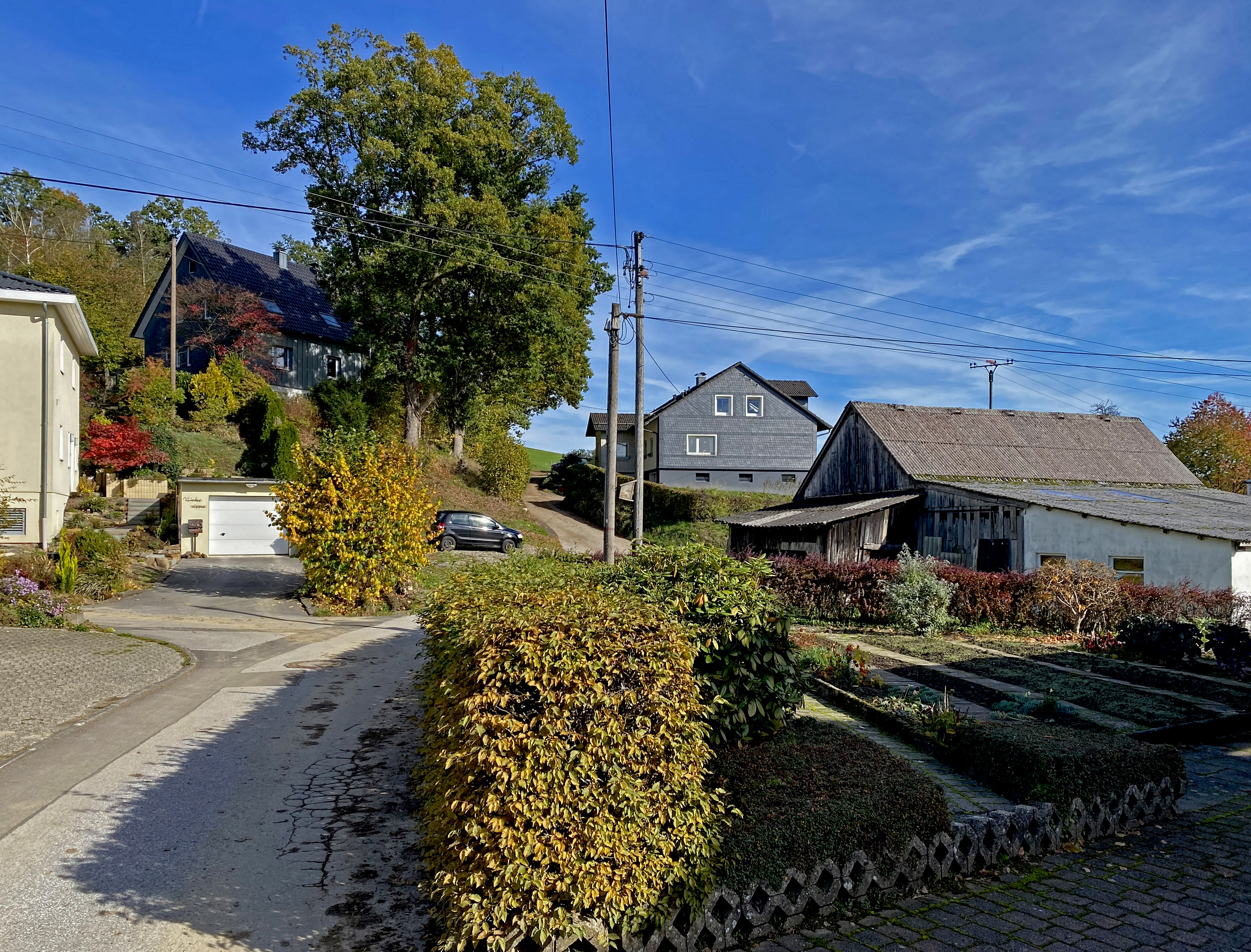
Niederwipper
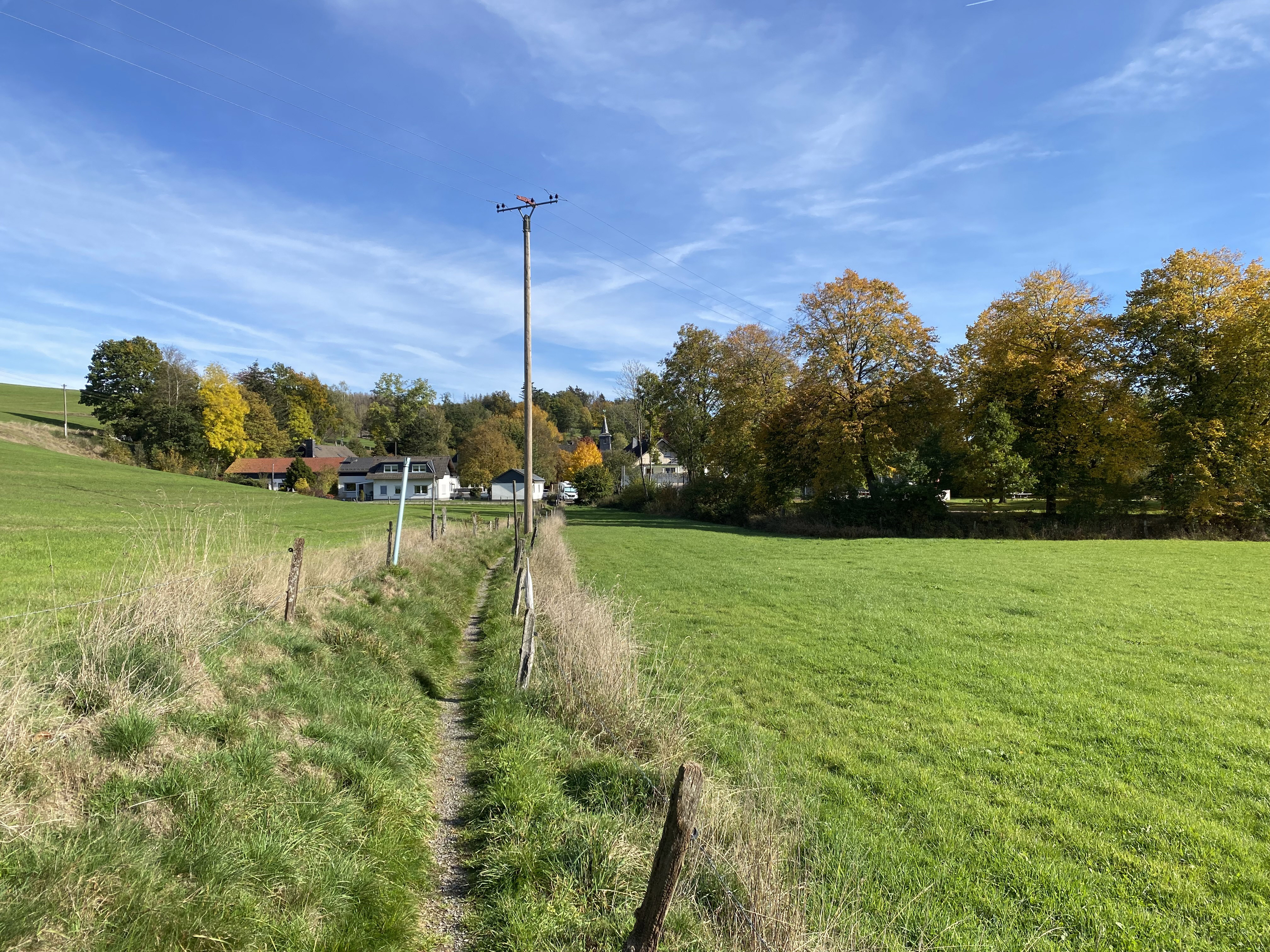
Feldweg nach Neuenherweg
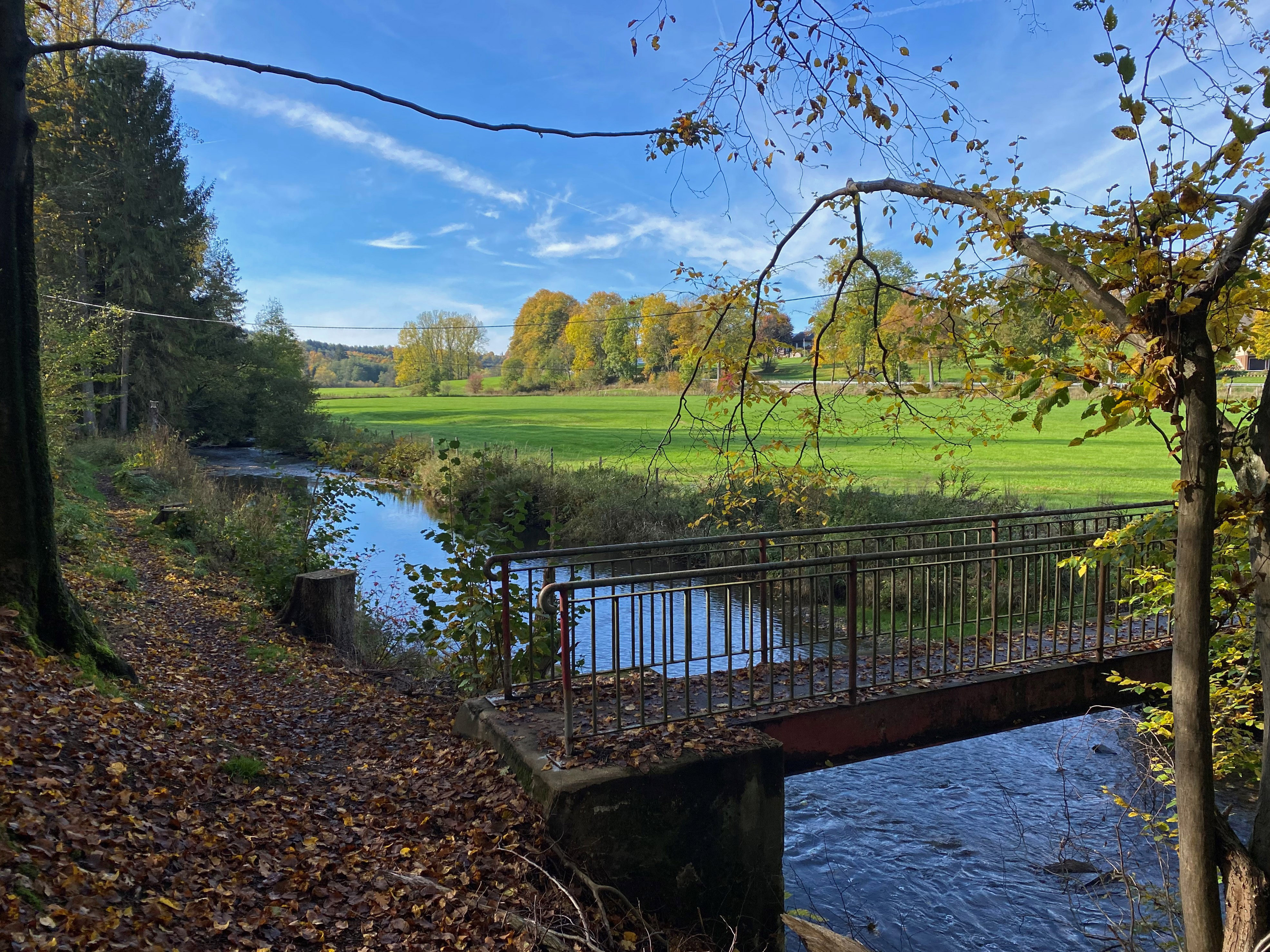
Wuppersteg in Niederwipper